# Demon

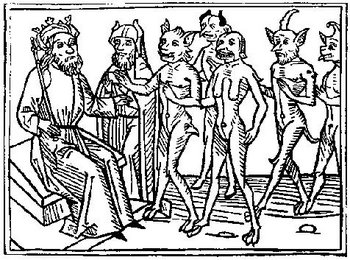
Belial i jego poplecznicy. Drzeworyt z książki biskupa Jacobusa de Teramo z roku 1473

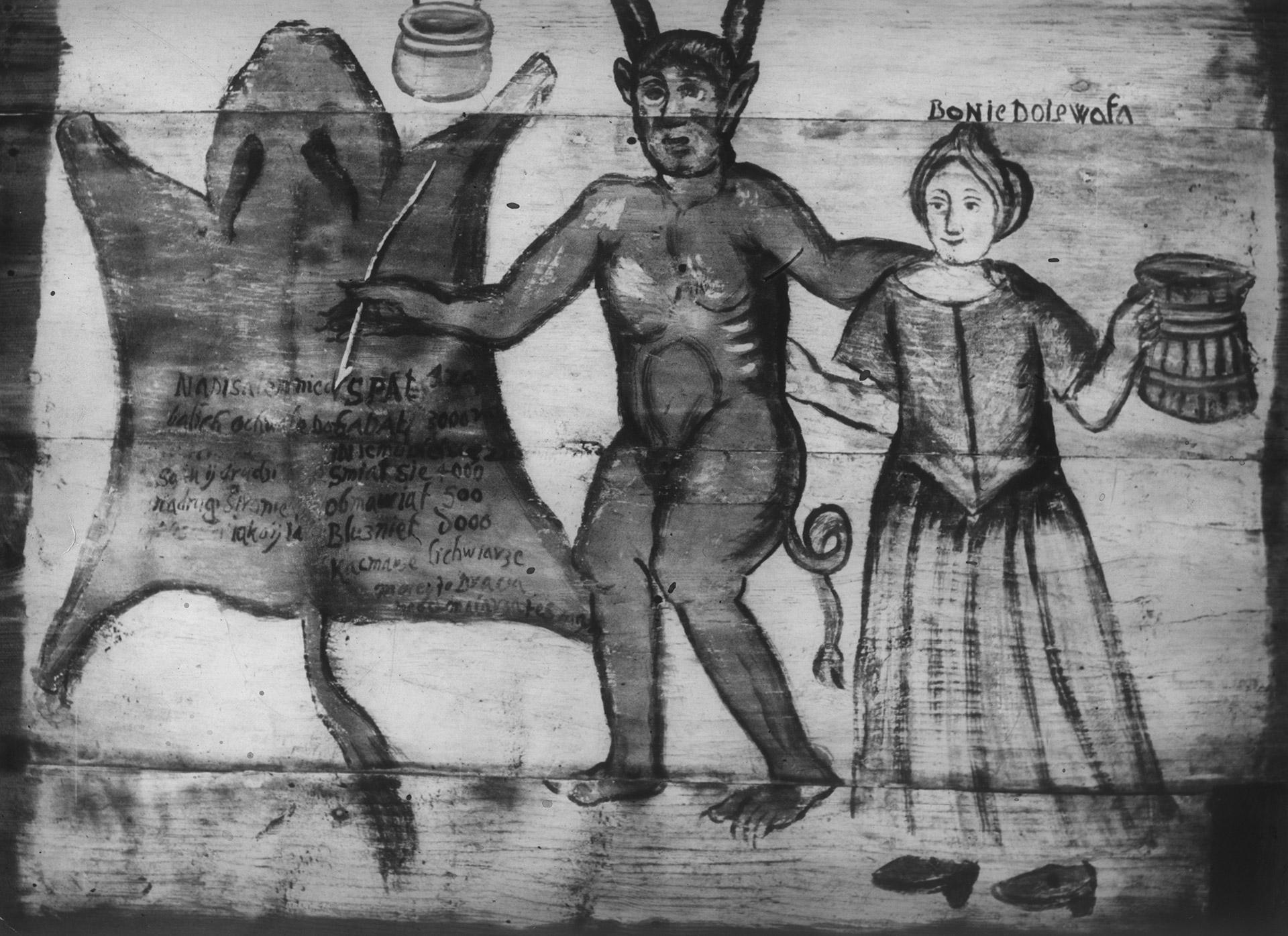
Diabeł zabiera karczmarkę – Słopanowo

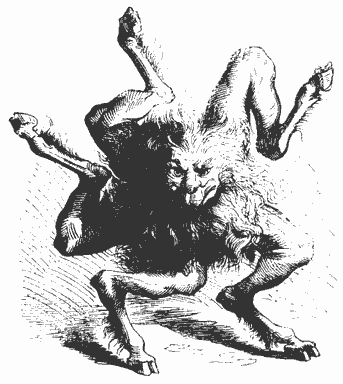
Buer – jeden z duchów Goecji

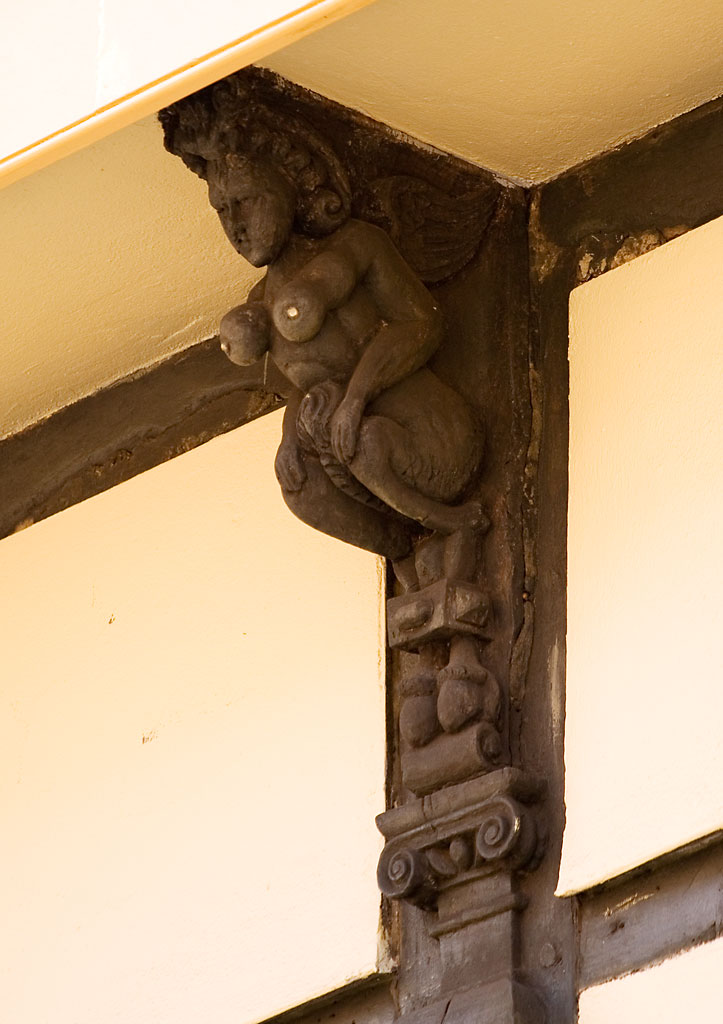
XVI-wieczna rzeźba reprezentująca sukkuba, Cambridge, Anglia

Demon (stgr. δαίμων daimon, nadprzyrodzona potęga, dola; łac. daemon) – istota występująca w wielu wierzeniach ludowych, mitologiach i religiach, która zajmuje pozycję pośrednią między bogami a ludźmi, między sferą ziemsko-ludzką, materialną a sferą boską, czysto duchową; istota o cechach na wpół ludzkich, na wpół boskich; najczęściej nieprzyjazny człowiekowi duch, związany pierwotnie z pojęciem nieczystości sakralnej.

## Wierzenia
W historii religii można zaobserwować, że często demonami stawały się zdegradowane bóstwa politeistyczne wyparte w toku rozwoju wierzeń z panteonu głównych bóstw. Często też podporządkowywano obcych bogów własnemu Bogu (w religiach monoteistycznych), degradując ich do poziomu demonów (dobrym przykładem takiego zjawiska jest „zdemonizowanie” Baala w Starym Testamencie).
W religii greckiej demon to początkowo nieosobowa moc nadprzyrodzona, którą z czasem zaczęto wyobrażać sobie w postaci różnych duchów podrzędnych bogom. Pierwotnie pojęcie to miało charakter ambiwalentny, stanowiło zarówno pozytywne jak i negatywne określenie nadludzkiej istoty – demony bywały groźne, ale i dobrotliwe (jako takie pełniły na przykład funkcję duchów opiekuńczych – w takim rozumieniu pisali o demonach m.in. Platon, Sokrates, Heraklit). Od czasów Ksenokratesa, wraz z rozwojem koncepcji dualizmu, demony zaczęto utożsamiać przede wszystkim ze złem, bowiem wszelkie uwikłanie w materię uważano za złe (więc i istoty powiązane z materią choćby częściowo).
Na kształtowanie się demonologii w judaizmie (a za judaizmem w chrześcijaństwie i islamie) wielki wpływ miały irańskie wierzenia: manicheizm, mazdaizm i zaratusztrianizm. W judaizmie najbardziej dominującym wyjaśnieniem pochodzenia demonów było zakwalifikowanie ich jako potomstwa aniołów (Czuwających) oraz ziemskich kobiet. Takie wyjaśnienie można znaleźć w 1 Księdze Henocha oraz Księdze Jubileuszów. Demony w tych religiach także zajmują pośrednią pozycję między ludźmi a Bogiem. Od czasów św. Augustyna uznano je za istoty jednoznacznie złe i zidentyfikowano z diabłami.
W wierzeniach słowiańskich najczęściej występujące typy demonów to: rusałki, południce, północnice, strzygi, topielice, latawce, płanetnicy, ubożęta i skrzaty oraz tzw. bobo. 
Według założeń spirytyzmu demon to określenie ducha trzeciego rzędu. 

## Wyobrażenia
Sposoby przedstawiania demonów odzwierciedlały lęki oraz przekonanie o niebezpieczeństwach mających grozić człowiekowi z ich strony, ale także nadzieje i sposoby obrony przed zagrożeniami (w przypadku demonów dobrotliwych). Jedno z najczęstszych wyobrażeń to postać drapieżnego zwierzęcia (otwarta paszcza z wielkimi zębami, ogromne oczy, ostre pazury), pojawiająca się w nocy w miejscach budzących grozę. Taki demon miał napadać jak dzikie zwierzę, przynosząc śmierć, zagrożenie, niszcząc materialne podstawy bytu. Czasem demony w takiej postaci utożsamiane są z groźnymi zjawiskami przyrody oraz niebezpiecznymi impulsami wypływającymi z wewnętrznej natury człowieka (głównie z agresją i popędem seksualnym, wykraczającymi poza normy kulturowe; przykładem może być kozioł-diabeł jako symbol nieokiełznanej seksualności).
Demony niejednokrotnie w ludzkich wyobrażeniach pełnią funkcję strażników, chroniących określone terytorium w imieniu jego „pana”. Takie demony często przedstawiano w postaci pół ludzkiej, pół zwierzęcej. Początkowo tak przedstawiano sobie cherubiny, strażników raju. Wiele wyobrażeń demonicznych odwołuje się do postaci, które ogólnie mają być człowiekowi życzliwe a szkodzić jedynie w słusznym gniewie. Demony wiążą się niejednokrotnie z postaciami zmarłych, niebezpiecznymi duchami przodków.
W różnych wierzeniach sposobami ochrony przed demonami bywają m.in. amulety, zaklęcia, rytuały czy ofiary błagalne.